# Championnat de Belgique de football de deuxième division 2000-2001
Navigation
Saison précédente Saison suivante
Le Championnat de Belgique de football de Division 2 2000-2001 est la 84e édition du championnat de deuxième niveau national en Belgique. Il oppose 18 équipes, qui s'affrontent deux fois chacune en matches aller-retour. Au terme de la saison, le champion est promu en Division 1 pour la prochaine saison. Il est accompagné par le vainqueur du tour final, qui met aux prises les trois vainqueurs de tranches, accompagnés de l'équipe la mieux classée au classement final, voire par d'autres équipes si le champion remporte une tranche, ou qu'une même équipe en remporte deux.
Le titre revient au KFC Lommelse SK, relégué un an plus tôt et finaliste de la Coupe de Belgique, qui finit avec une avance confortable sur Turnhout, le RWDM et Geel, également relégué la saison précédente. Ces trois clubs participent au tour final pour la montée en Division 1 en compagnie de Mons, promu en début de saison. La victoire revient finalement au RWDM, qui retrouve ainsi la première division trois ans après l'avoir quittée.
Dans le bas du classement, les deux derniers, Ostende et Hekelgem sont rapidement distancés et basculent en troisième division. Hekelgem fusionne ensuite avec Denderleeuw, ce qui laisse une place vacante à l'échelon inférieur. La lutte pour éviter la seizième place, synonyme de tour final pour le maintien avec les clubs de Division 3, est plus indécise, et concerne une demi-douzaine de clubs jusqu'à la fin de la saison. Elle échoit finalement à Deinze, qui finit à égalité de points avec le RFC Liège, classé quinzième pour avoir remporté une victoire de plus.
Deinze s'incline lors de ce tour final, et aurait dû être relégué en Division 3. Mais un changement majeur dans l'organisation du football belge a lieu cette saison avec l'apparition de la « Licence pour le football rémunéré », sésame indispensable pour évoluer dans les deux plus hautes divisions nationales. Une Commission des Licences est chargée de contrôler les clubs de première et deuxième division, ainsi que les clubs de Division 3 candidats à la montée, et de leur octroyer ou refuser la licence nécessaire pour évoluer à ce niveau. La première « victime » de ce système est le KFC Turnhout, vice-champion, sanctionné pour non-respect de ses obligations financières. Après une procédure d'appel, la sanction est confirmée, et le club anversois est condamné à une rétrogradation administrative en troisième division. Cela permet ainsi à Deinze de se maintenir en Division 2.

## Clubs participants
Les matricules en gras indiquent les clubs qui existent toujours en 2012, les autres ont disparu.
| Nom                              | Mat. | Ville                | Saison passée | En D2 depuis | Saison en D2 | Entraîneur(s) |
| -------------------------------- | ---- | -------------------- | ------------- | ------------ | ------------ | ------------- |
| Cercle Bruges KSV                | 12   | Bruges               | D2: 8e        | 1997-1998    | 21e          | ?             |
| KMSK Deinze                      | 818  | Deinze               | D2: 11e       | 1993-1994    | 8e           | ?             |
| FC Denderleeuw                   | 5647 | Denderleeuw          | D2: 9e        | 1996-1997    | 5e           | ?             |
| KFC Dessel Sport                 | 606  | Dessel               | D2: 6e        | 1997-1998    | 4e           | ?             |
| KFC Verbroedering Geel           | 395  | Geel                 | D1: 17e       | 2000-2001    | 22e          | ?             |
| FC Eendracht Hekelgem            | 6826 | Hekelgem             | D2: 12e       | 1999-2000    | 2e           | ?             |
| K Heusden-Zolder SK              | 2614 | Zolder               | D3B: 2e       | 2000-2001    | 1re          | ?             |
| KSV Ingelmunster                 | 1574 | Ingelmunster         | D2: 7e        | 1999-2000    | 2e           | ?             |
| RFC Liège                        | 4    | Liège                | D2: 15e       | 1996-1997    | 24e          | ?             |
| KFC Lommelse SK                  | 1986 | Lommel               | D1: 18e       | 2000-2001    | 6e           | ?             |
| Maasland Maasmechelen            | 3434 | Maasmechelen         | D2: 10e       | 1994-1995    | 31e          | ?             |
| RAEC Mons                        | 44   | Mons                 | D3B: 1er      | 2000-2001    | 11e          | ?             |
| KV Ostende                       | 31   | Ostende              | D2: 2e        | 1999-2000    | 14e          | ?             |
| KSV Roulers                      | 134  | Roulers              | D2: 14e       | 1998-1999    | 8e           | ?             |
| Racing White Daring de Molenbeek | 47   | Molenbeek-Saint-Jean | D2: 5e        | 1998-1999    | 33e          | ?             |
| KFC Strombeek                    | 1936 | Strombeek-Bever      | D3A: 1er      | 2000-2001    | 1re          | ?             |
| KVK Tirlemont                    | 132  | Tirlemont            | D2: 13e       | 1999-2000    | 26e          | ?             |
| KFC Turnhout                     | 148  | Turnhout             | D2: 4e        | 1995-1996    | 45e          | ?             |

## Championnat

### Classement final
| Rang | Équipe                 | Pts | J  | G  | N  | P  | Bp | Bc | Diff |
| ---- | ---------------------- | --- | -- | -- | -- | -- | -- | -- | ---- |
| 1    | KFC Lommelse SK        | 78  | 34 | 23 | 9  | 2  | 79 | 27 | +52  |
| 2    | KFC Turnhout           | 69  | 34 | 19 | 12 | 3  | 87 | 44 | +43  |
| 3    | RWDM                   | 61  | 34 | 17 | 10 | 7  | 63 | 30 | +33  |
| 4    | KFC Verbroedering Geel | 60  | 34 | 17 | 9  | 8  | 58 | 36 | +22  |
| 5    | RAEC Mons              | 58  | 34 | 16 | 10 | 8  | 50 | 26 | +24  |
| 6    | KSV Ingelmunster       | 55  | 34 | 16 | 7  | 11 | 61 | 49 | +12  |
| 7    | Cercle Bruges KSV      | 49  | 34 | 14 | 7  | 13 | 51 | 48 | +3   |
| 8    | KSV Roulers            | 46  | 34 | 11 | 13 | 10 | 49 | 51 | -2   |
| 9    | KFC Denderleeuw        | 41  | 34 | 10 | 11 | 13 | 42 | 47 | -5   |
| 10   | KFC Strombeek          | 39  | 34 | 9  | 12 | 13 | 47 | 51 | -4   |
| 11   | KFC Dessel Sport       | 38  | 34 | 9  | 11 | 14 | 44 | 61 | -17  |
| 12   | K. Heusden-Zolder      | 38  | 34 | 8  | 14 | 12 | 39 | 53 | -14  |
| 13   | Maasland Maasmechelen  | 37  | 34 | 9  | 10 | 15 | 38 | 60 | -22  |
| 14   | KVK Tirlemont          | 37  | 34 | 7  | 16 | 11 | 42 | 52 | -10  |
| 15   | RFC Liège              | 36  | 34 | 10 | 6  | 18 | 41 | 69 | -28  |
| 16   | KMSK Deinze            | 36  | 34 | 9  | 9  | 16 | 34 | 56 | -22  |
| 17   | FC Eendracht Hekelgem  | 24  | 34 | 5  | 9  | 20 | 37 | 69 | -32  |
| 18   | KV Ostende             | 23  | 34 | 4  | 11 | 19 | 35 | 68 | -33  |

## Tour final

### Classement final et résultats
| Rang | Équipe                 | Pts | J | G | N | P | Bp | Bc | Diff |  | Résultats (▼ dom., ► ext.) | RWDM | TURN | GEEL | MONS |
| ---- | ---------------------- | --- | - | - | - | - | -- | -- | ---- |  | -------------------------- | ---- | ---- | ---- | ---- |
| 1    | RWDM                   | 12  | 6 | 3 | 3 | 0 | 12 | 6  | +6   |  | RWDM                       |      | 1-0  | 3-1  | 0-0  |
| 2    | KFC Turnhout           | 8   | 6 | 2 | 2 | 2 | 14 | 10 | +4   |  | KFC Turnhout               | 2-2  |      | 5-1  | 3-3  |
| 3    | KFC Verbroedering Geel | 7   | 6 | 2 | 1 | 3 | 7  | 13 | -6   |  | KFC Verbroedering Geel     | 2-2  | 1-3  |      | 1-0  |
| 4    | RAEC Mons              | 5   | 6 | 1 | 2 | 3 | 6  | 10 | -4   |  | RAEC Mons                  | 1-4  | 2-1  | 0-1  |      |

## Bilan de la saison
| Résultat                         | Club                                                                                  |
| -------------------------------- | ------------------------------------------------------------------------------------- |
| Champion                         | KFC Lommelse SK                                                                       |
| Vainqueur du tour final          | RWDM                                                                                  |
| Relégués                         | KV Ostende FC Eendracht Hekelgem KFC Turnhout                                         |
| Relégués de Division 1 2000-2001 | FC Malines KRC Harelbeke                                                              |
| Promus de Division 3 2000-2001   | KSK Renaix (champion D3A) RE Virton (champion D3B) RCS Visé (vainqueur du tour final) |
| Meilleur buteur                  | Ibrahim Tankary (KFC Lommelse SK)                                                     |